# Єдомаха Микола Іванович
Микола Іванович Єдомаха (нар. 10 травня 1940, Лосинівка, Чернігівська область, УРСР) — український диктор і радіоведучий, театральний режисер, актор і педагог. Автор і ведучий ТВО «Промінь» (стаж роботи на радіо понад 30 років). Заслужений артист України (2001).

## Життєпис
Народився 10 травня 1940 року у м. Лосинівці. У 1963 році закінчив Київський державний інститут театрального мистецтва ім. І.Карпенка-Карого — (майстерня Михайла Михайловича Карасьова). Відтоді працював у Київському академічному театрі юного глядача на Липках, спочатку актором, а потім режисером (від 1969 — режисер; від 1987 — головний режисер). Також був актором Київського національного академічного театру оперети.
Займав посаду головного редактора громадсько-політичного мовлення Державного комітету УРСР по телебаченню і радіомовленню. Від 1992 — автор і ведучий ТВО «Промінь». Викладає в Київському Державному інституті підвищення кваліфікації телерадіожурналістів, Київському державному інституті театрального мистецтва ім. І. К. Карпенка-Карого, а також був доцентом Київського міжнародного університету, де викладав в Інституті телебачення, кіно і театру.

### Вибрані творчі доробки
- Автор радіопрограм: «Краю мій, моя Батьківщино», «Люди, події, роки», «Людина і час».

- Автор і ведучий радіопрограм: «Зустріч перед мікрофоном», «Мистецька вітальня М. Єдомахи», «Мистецькі діалоги».

- Створив радіофільми: «В ім'я життя» (1971), «ЇЇ звали Марія» (1973), «Вогненні роки» (1974), «Люди твої, земле» (1975).

## Відомі учні
Серед учнів Миколи Івановича Єдомахи чимала кількість відомих і талановитих митців, зокрема: режисер, актор, та телеведучий Олександр Жеребко; автор та ведучий радіопрограм і телеведучий Олексій Коган, а також багато інших.